# Paul Lytton
Paul Lytton, (Nagy-London, 1947. március 8. –) brit dzsesszdobos. Az elektronikus hangfeldolgozás egyik úttörője saját hangszertalálmányai használatával. Lytton az 1960-as évek végén jelent meg a brit kreatív zenei életben. Hatása a 21. században is megfigyelhető az új generációk kísérleteiben.

## Pályafutása
Lytton tizenhat évesen kezdett dobolni. Az 1960-as évek végén Londonban P.R. Desai nál tanult. 1969-ben kezdett kísérletezni a szabad improvizációs zenével. Duóban játszott Evan Parker szaxofonossal. Barry Guy basszusgitárossal az együttes Evan Parker Trio lett. Parkerrel a 2000-es évekig folytatták a közös munkát.
Újabb lemezeik tartozik a Marilyn Crispellel közös trió 1996-ból (Natives and Aliens) és 1999-ből az After Appleby.
A London Musicians Collective alapító tagjaként Lytton az 1970-es években sokat dolgozott a londoni szabad improvizációs pályán, továbbá segített Paul Lovensnek az Aachen Musicians' Cooperative megalapításában, 1976-ban.
Lytton szólóban és improvizatív együttesekkel is turnézott Észak-Amerikában és Japánban. 1999-ben turnézott Ken Vandermarkkal és Kent Kesslerrel. Vandermarkkal felvételt készített Johann Sebastian Bach English Suites-jéből. Együttműködött Jeffrey Morgan szaxofonossal is, akivel a Kölnben rögzítették a „Terra Incognita” live CD-t. 1969-ben játszott a White Noise (1969) című film elektronikus popzenei albumán, az An Electric Storm-on.

## Albumok

### Zenekarvezető
- The Inclined Stick (1979)
- The Balance of Trade (1996)
- ?! (2015)

### Evan Parkerrel
- Collective Calls (1972)
- At the Unity Theatre (1975)
- Atlanta (1990)
- 50th Birthday Concert (1994)
- The Redwood Session (1995)
- Toward the Margins (1996)
- Drawn Inward (1998)
- At the Vortex (1998)
- Memory/Vision (2002)
- America 2003 (2004) with Alexander von Schlippenbach
- Boustrophedon (2004)
- The Bishop's Move (2004)
- The Moment's Energy (2007)
- Hasselt (2012)
- Live at Maya Recordings Festival (2013)
- Music for David Mossman: Live at Vortex London (2018)

## Filmek
- 1969: White Noise